# Paul Éluard
Paul Éluard (Saint-Denis [Sena Saint-Denis], 14 de desembre de 1895 - Charenton-le-Pont, 18 de novembre de 1952), pseudònim d'Eugène Grindel, va ser un poeta francès.

## Biografia
Després d'una infància feliç, es va veure afectat per la tuberculosi, cosa que el va obligar a interrompre els seus estudis. A Suïssa, al sanatori de Davos va conèixer Gala (Ielena Dmítrievna Diàkonova) amb la qual es va casar el 1917 i va començar a escriure els seus primers poemes.
El 1918, Jean Paulhan el descobreix i l'assistirà durant tota la seva vida. Li va presentar a André Breton i Louis Aragon amb el qual mantindrà tota la seva vida una relació molt profunda i també conflictiva (sempre al voltant del comunisme). Va entrar en el grup dadaista a Toló. La seva contribució al dadaisme comença abans de l'arribada d'aquest a París. Com Tristan Tzara estava encara a Zúric, van editar conjuntament quatre cartells, que difonen per la ciutat a 1000 exemplars cadascun. Després d'una crisi conjugal, comença una volta al món que acaba el 1924. Els seus poemes de llavors (L'Amour la poésie) són el testimoniatge d'una època difícil: recaiguda tuberculosa i separació de Gala que es converteix en l'Egèria de Salvador Dalí en ocasió d'unes vacances comunes de les dues parelles a la casa de Dalí a Cadaqués, avui transformada en museu.
El 1926, publica Capitale de la douleur que el consagra com un poeta de primera línia. El 1933 es produeix una "crisi" amb la seva exclusió del partit comunista francès al que s'havia afiliat el 1926, regressant al partit clandestí el 1943, 10 anys després en plena Segona Guerra Mundial. El 1934, es va casar amb Nush, model de Man Ray i de Pablo Picasso.
Desacords polítics el van allunyar del grup dels surrealistes el 1938. Durant la Segona Guerra Mundial va ser mobilitzat i va desenvolupar la seva activitat a la resistència francesa.

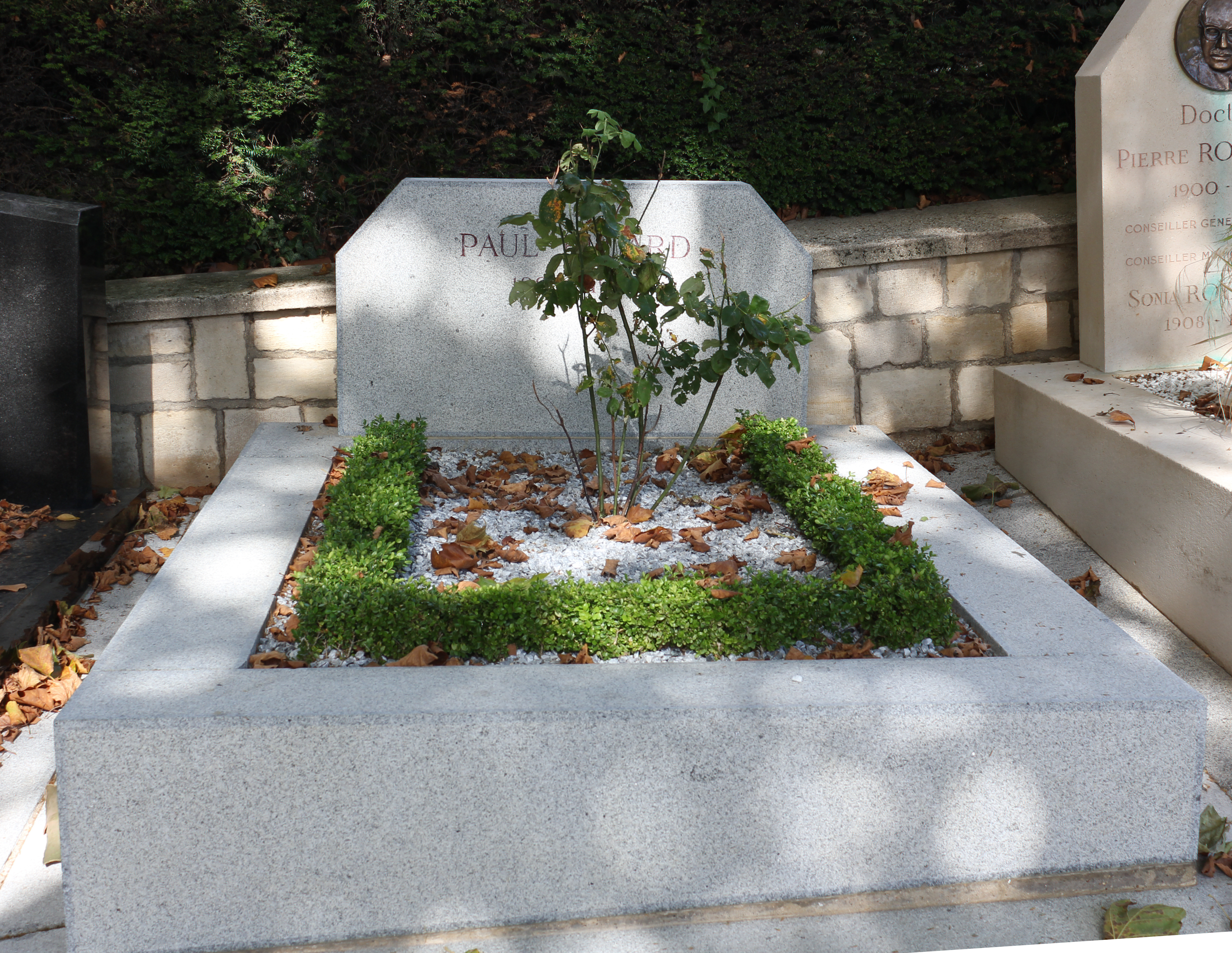
Tomba de Paul Éluard, al cementiri parisenc de Père Lachaise

Decideix, sobretot, lluitar amb les paraules, amb el seu poema Liberté 1942, sorgeix el geni: transforma un poema d'amor lleuger i sublim en crit de protesta i compromís que l'obliga a entrar en la clandestinitat. La seva paraula aborda des de llavors, més radicalment temes militants i compromesos en els quals l'extrema concisió formal els dota d'un major impacte. Després de la mort prematura de Nush, troba el seu últim amor, Dominique, i li dedica el seu llibre Le Phoenix, transició entre l'horror de la llarga decadència de Nush i el renaixement per l'amor de Dominique, en el qual els temes de la mort, del dubte, de la desesperació s'oposen frontalment amb la vida, l'amor, la sensualitat i la carn. Va morir el 1952 a conseqüència d'un infart de miocardi, i està enterrat al Cementiri de Père Lachaise a París.

## Obres
En la seva obra es poden identificar diferents etapes: 

### Etapa dadaista
Va iniciar la seva trajectòria dins de les avantguardes dels anys 20, en companyia d'André Breton i Louis Aragon. Dins de l'estètica dadaista va publicar 
- El deure i la inquietud (Le devoir et l'inquiétude) (1917),
- Les animaux et leurs hommes (1920) i
- Les dissorts dels immortals (Les malheurs des immortels) (1922).

### Etapa surrealista
Una vegada engegat el surrealisme, es converteix en una de les seves figures més importants, aportant-hi obres com 
- Morir de no morir (Mourir de ne pas mourir) (1924),
- Les dessous d'une vie ou la pyramide humaine (1926),
- Capital del dolor (Capitale de la douleur) (1926) (trad. Eduard J. Verger)
- La llibertat o l'amor (1927),
- La vida immediata (La vie immédiate) (1932),
- La rose publique (1934),
- L'evidència poètica (1937) i
- Curs natural (Cours naturel) (1938).

El 1930 escriu en col·laboració amb André Breton La Immaculada Concepció, un curiós llibre de poemes en prosa en el qual imiten diverses malalties mentals, en la vena del mètode paranoic-crític de Dalí. Aquest va seduir la dona d'Éluard, Gal·la, provocant en el poeta una depressió que el va dur a desaparèixer de la vida pública durant uns quants mesos.

### Etapa comunista
Fora ja del surrealisme, durant la Segona Guerra Mundial es converteix en el cantor de la Resistència i es compromet amb la causa del comunisme soviètic.